# Moriville
Moriville là một xã, nằm ở tỉnh Vosges trong vùng Grand Est của Pháp. Xã này có diện tích 25,05 kilômét vuông, dân số năm 1999 là 401 người. Xã này nằm ở khu vực có độ cao trung bình 348 m trên mực nước biển.
Dân địa phương tiếng Pháp gọi là Morivillois.

## Biến động dân số
| 1962                                         | 1968 | 1975 | 1982 | 1990 | 1999 |
| -------------------------------------------- | ---- | ---- | ---- | ---- | ---- |
| 404                                          | 411  | 393  | 389  | 380  | 401  |
| Số liệu từ năm 1962: Dân số không tính trùng |      |      |      |      |      |